# Italský segugio
Italský segugio (italsky: Segugio Italiano a pelo raso, anglicky: Italian Hound) je honič chrtí postavy původem z Itálie. Má dvě varianty; krátkosrstou a hrubosrstou. Název „Italský segugio“ označuje variantu základní, což je u tohoto plemene hrubosrstá variace. „Italský segugio krátkosrstý“ tedy samozřejmě označuje variantu krátkosrstou.

## Historie
Italský segugio je velmi staré psí plemeno, jež má předky nejspíše mezi chrty ze Starověkého Egypta. Možným předkem je greyhound, jehož proporce si dodnes zachoval. „Italští“ se jim říká proto, že je féničtí kupci rozváželi a prodávali po světě, včetně Itálie, kde byl a dodnes je největší počet jedinců tohoto plemene. Bylo nalezeno mnoho kreseb z dávnověku, na kterých se nacházejí lovečtí psi s atletickým tělem, kteří byli využívání hlavně pro štvaní zvěře. Psi podobní dnešním italským sugugiům jsou také na sochách Diany — antické bohyně lovu, umístěné v Naples Museum.
Oficiální zkratka používaná v Česku je SEK.

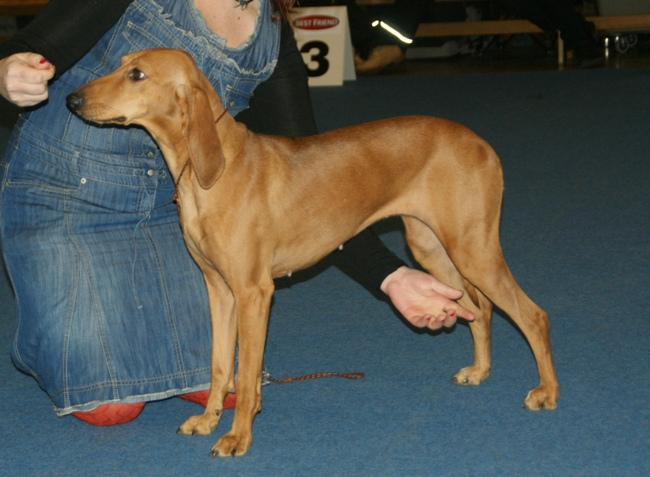
Krátkosrstý italský segugio

## Povaha
Lovecký pes, v dnešní době využívaný spíše jen jako společník. Srdcem je to ale lovecký pes, velmi odolný a při lovu neuvěřitelně rychlý. Vyznačuje se horlivostí a vyzařuje z něho svěžest, živost a temperament. Není vhodný pro stopování, ale štvaní zvěře mu jde velmi dobře. Je oddaný a loajální ke svému majiteli, kterého chrání. Je to dobrý hlídač a pokud mu přijde něco v nepořádku, upozorní na to svým vysokým hlasem. Je aktivní a miluje pohyb, ale není hravý. Není dominantní.
S dětmi se snáší dobře a nemá s nimi problém. Pokud není již od štěněte seznamován s jinými zvířaty, může s nimi mít v dospělosti problém. Má sklony pronásledovat vše, co se rychle pohybuje, nevyjímaje cyklisty nebo domácí zvířata. S jinými psy vychází dobře. Rád loví a může mít sklony rdousit lesní, ale i domácí zvěř.

## Péče

### Péče o srst
Krátkosrstý italský segugio má přiléhavou, velmi krátkou a na dotek hrubou srst. Ta ho dobře chrání před vodou, ale není zvyklý na mráz. Vyžaduje jen malou péči — 2x ročně líná, v tuto dobu je potřeba jí věnovat zvýšenou pozornost, obvykle stačí vykartáčovat 1x týdně. Koupání srsti nevadí, ani ji neničí.

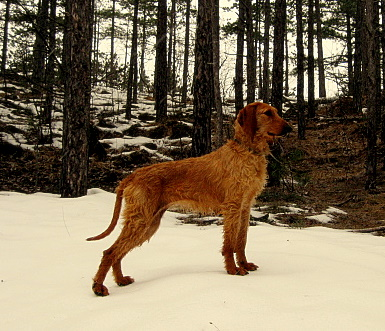
Hrubosrstý italský segugio

Hrubosrstá varianta tohoto plemene vyžaduje trimování 2x ročně (protože srst sama neopadá, musí se vytrhat). Nelíná. Koupání je vhodné se co nejvíce vyhnout, protože srst pak plstnatí a ztrácí svoji kvalitu. Také zjemní, čímž nebude plnit svoji ochranou funkci. Více se hodí do mrazivých podmínek.

### Výcvik a výchova
S výcvikem i výchovou je nutné začít co nejdříve, bez nich se může stát italský segugio neovladatelným, až agresivním. Vyžaduje pevné vedení, ale výcvik nejlépe bez fyzických trestů, protože je to citlivé plemeno. Nikdy nebude tak otrocky poslušný, jako je třeba labradorský retrívr.

### Pohyb
Pohyb vyžaduje, nejvhodnější je ale vodit jej na vodítku nebo stopovací šňůře, protože je velice těžké jej od lovu odvolat a je možné, že se nevrátí. Není vhodný pro horské túry, pro svoji jemnou konstrukci a netěsnící srst. Vhodné jsou dlouhé procházky nebo běh při kole. Není vhodný pro agility nebo dogdancing.